# Tistelörtblomfluga
Tistelörtblomfluga (Cheilosia proxima) är en tvåvingeart som först beskrevs av Johan Wilhelm Zetterstedt 1843.
Tistelörtblomfluga ingår i släktet örtblomflugor och familjen blomflugor. Artens utbredningsområde är Sverige. Enligt den finländska rödlistan är arten nära hotad i Finland. Arten är reproducerande i Sverige. Artens livsmiljö är lundskogar. Inga underarter finns listade i Catalogue of Life.